# Huis Beerze
Huis Beerze is een villa gebouwd op de voormalige havezate Beerze in de Nederlandse gemeente Ommen. 

## Geschiedenis
Het huis is gebouwd op de plaats van het vroegere bouwhuis van de havezate Beerze. Omstreeks 1328 wordt het dorp Beerze voor het eerst genoemd.
In 1465 werd de havezate, die bestond uit twee bouwhuizen, gebouwd. In 1575 eeuw verwierf het geslacht Van Voorst de havezate uit de nalatenschap van Otto van Rutenberg. Johan van Voorst verwierf de havezate Grimberg en zijn oudere broer Peter van Voorst tot Beerze verwierf (via zijn vrouw Steventje  Welvelde) havezate Beerze.
In de tweede helft van de 18e eeuw (mogelijk 1740) werd een van de bouwhuizen gesloopt en in 1928 (bouwvergunning afgegeven 22 december 1924) werd het resterende bouwhuis vervangen door het landhuis.
Maximiliaan Robert baron Bentinck tot Buckhorst (Haarlem 10-09-1882, Zutphen 15-10-1961) was beroepsmilitair en getrouwd met jonkvrouw Jeanne Wilhelmina Speelman (1889-1938). In 1923 kocht hij van koopman Dirk Hendrik (Wallis) de Vries (Amsterdam 19-10-1863, Amsterdam 17-05-1928) uit Amsterdam het gebied van het landgoed met daarop een houten zomerhuis Woudhoeve. Verder kocht hij in de directe omgeving heidegrond en stuifzandgebieden van lokale eigenaren, en liet daar naaldbomen aanplanten om de zandverstuiving te beperken. In 1925 liet hij naar eigen ontwerp het landhuis bouwen met 3 verdiepingen,een brede dakerker en een rechtgesloten erker. Nabijgelegen werd in hetzelfde jaar ook een "chauffeurswoning" gebouwd (Beerzerpoort 3).
Op 26 maart 1932 ontstond een heidebrand op het landgoed die 40 hectare heide en dennenbos in de as legde. De brand werd veroorzaakt door een boer die zonder vergunning de heide afbrandde (ter ontginning).
Na de dood van zijn vrouw door een ongeval op een onbewaakte spoorwegovergang trouwde de baron met barones Cornelie Marie Henriette Antonia Gustavine Schimmelpenninck van der Oije (Kloetinge 24-10-1895,  Beerze 23-10-1959). In 1959 overleed zijn vouw en in 1961 hijzelf, hij had geen kinderen, beide echtelieden werden begraven in een grafkelder op het landgoed. Een nicht, Jacoba Elisabeth Bentinck ('s Gravenhage 09-04-1909, Beerze 25-12-1984), gehuwd met de Mees & Hope-bankier jonkheer Erik Willem Röell (Amsterdam 08-07-1908, Beerze 23-03-2002), erfde het landgoed. In 1962 lieten zij de bovenverdieping verwijderen en bouwden er een torentje op met een met leien gedekte spits.
In eerste instantie bewoonden zij het huis alleen in de weekenden, later permanent. Na de dood van zijn eerste echtgenote in 1984 trouwde jonkheer Röell in 1986 met baronesse Jacoba Ursula Sirtema van Grovestins (1927). Na zijn dood in 2002 verhuisde de weduwe naar Ommen en werd het goed overgedragen aan het Landschap Overijssel. Het landhuis is anno 2020 in particuliere handen.
Bij de ingang van de licht hellende oprijlaan aan de Beerzerpoort staan aan weerszijden twee metalen leeuwen op een gemetselde sokkel.
Een met het wapenschild van de familie Roëll (staande beer, in 1962 was er nog een ander wapenschild) en een van de Bentincks (deze vertoont sterke overeenkomst met het wapen van Sevgein, een plaats in Zwitserland).

## Wetenswaardigheden
- Koningin Juliana en prins Bernhard verbleven regelmatig op landgoed Beerze, jonkheer Roëll was vanaf 1964 de particulier thesaurier van koningin Juliana.
- Stopplaats Beerze was een stopplaats voor treinen van 1905 tot en met 1932, iets ten zuiden van Huis Beerze.

## Afbeeldingen

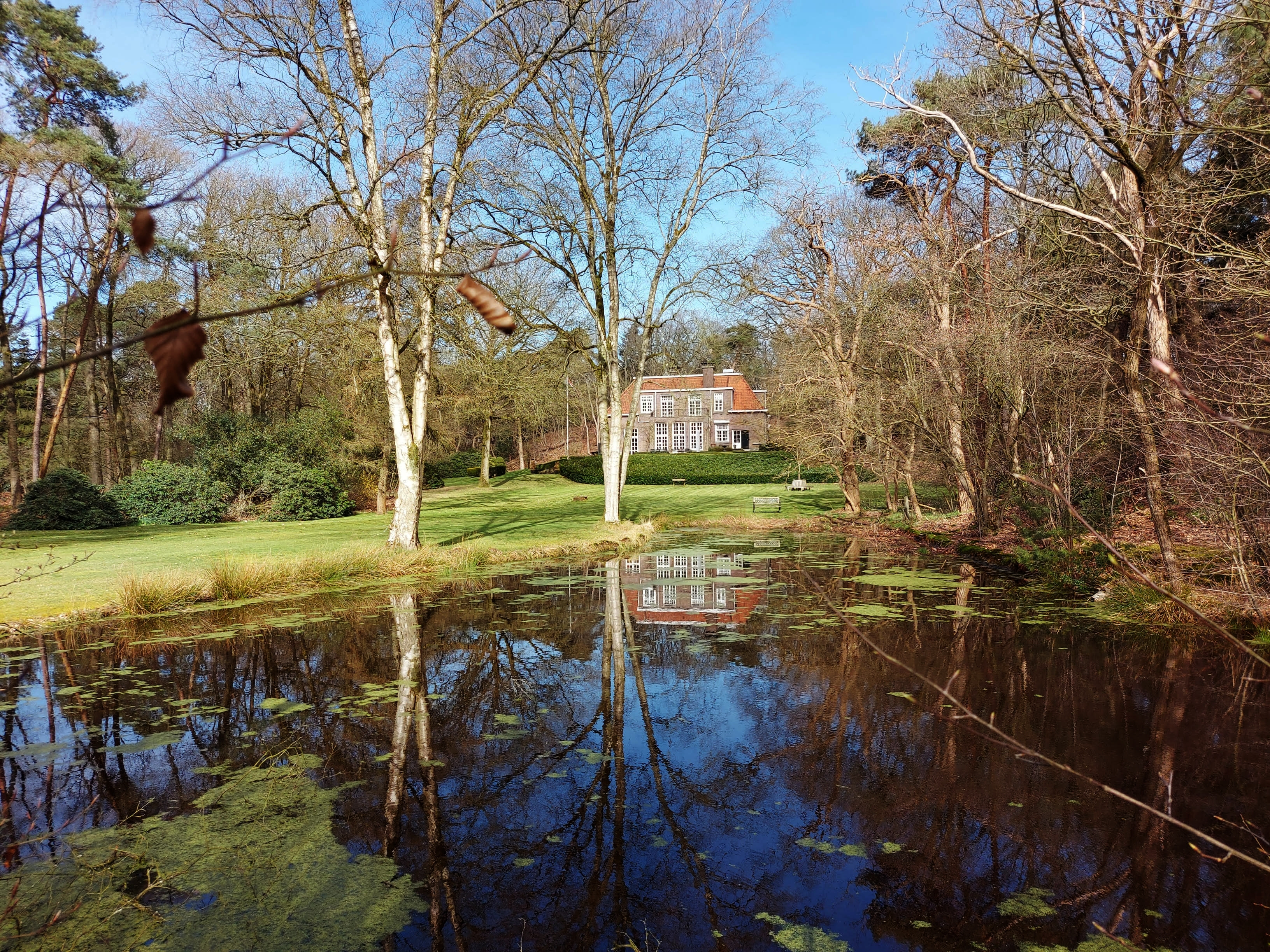
Huis Beerze
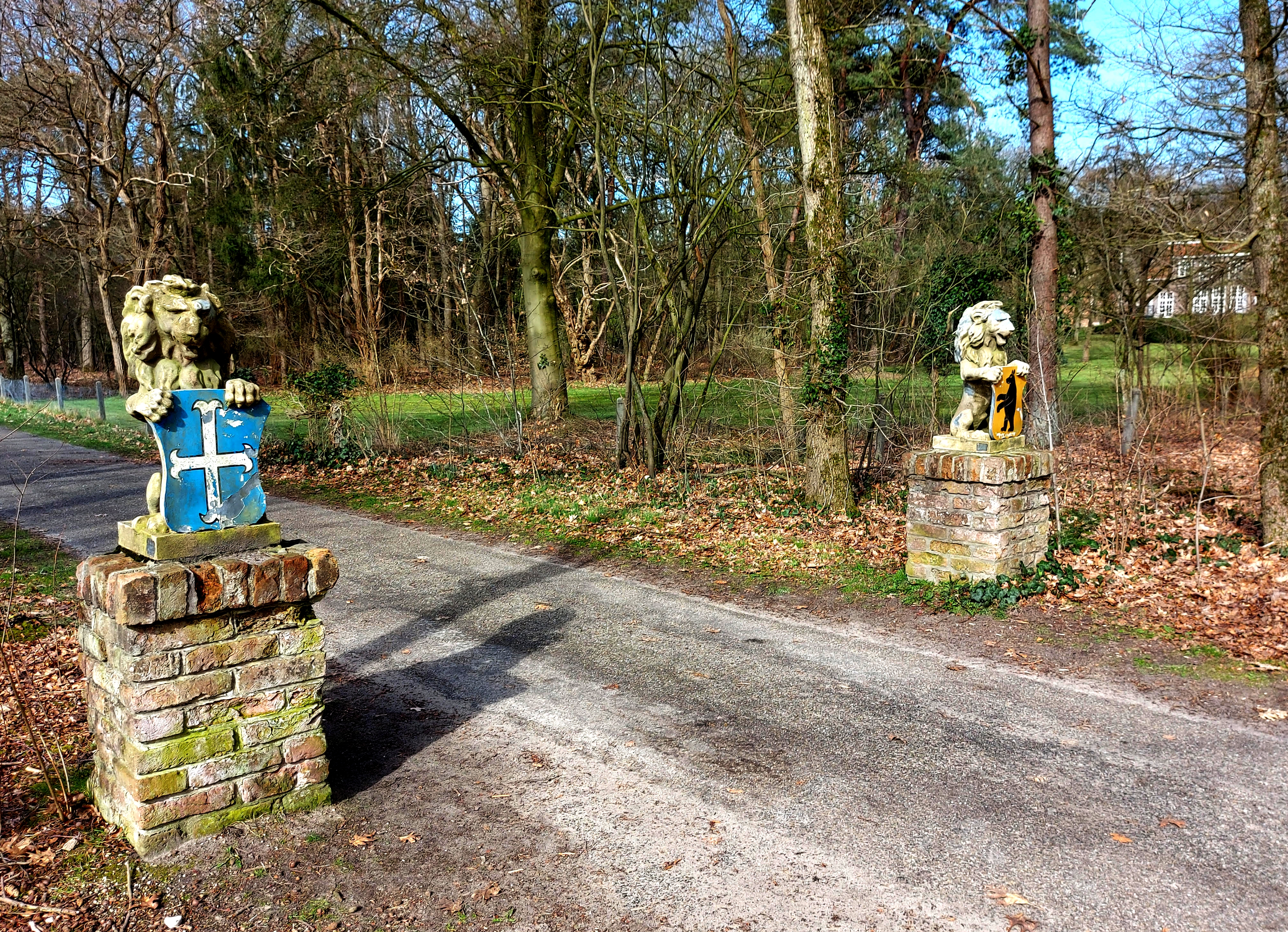
Huis Beerze, ingang park met wapens , links Bentincks en rechts Roëll
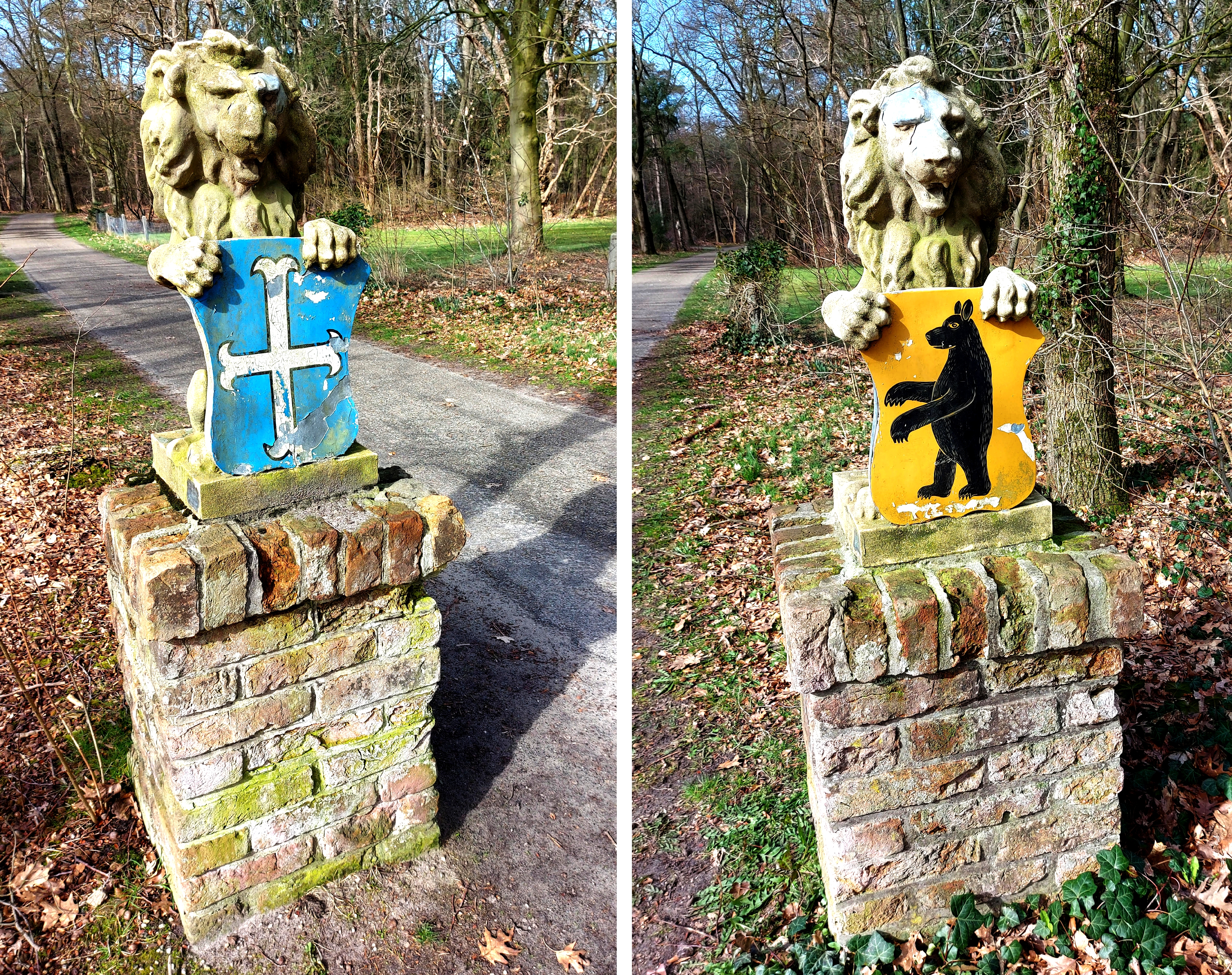
Huis Beerze, poortpalen (2021)
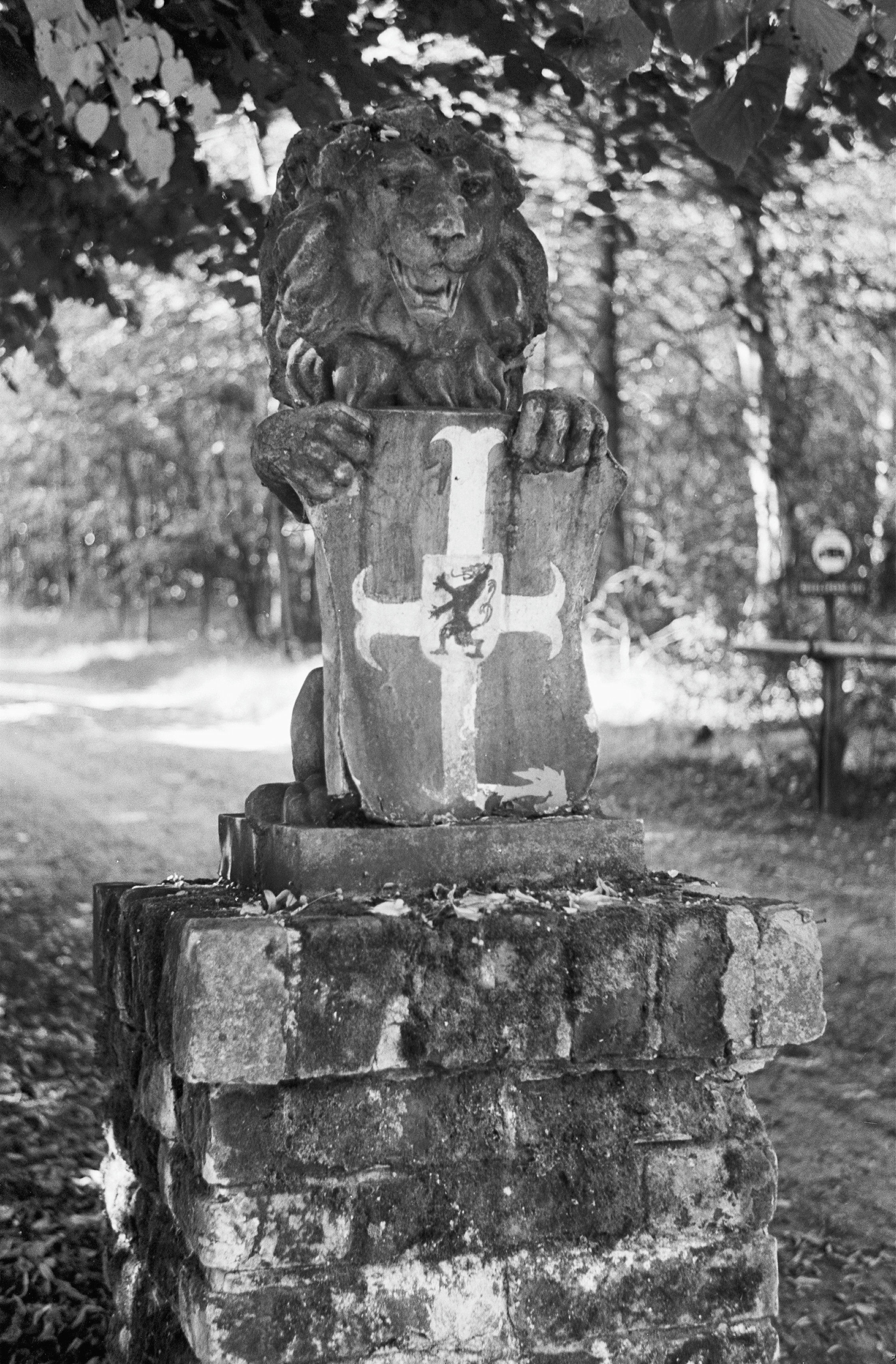
Poortpaal met wapen Bentincks
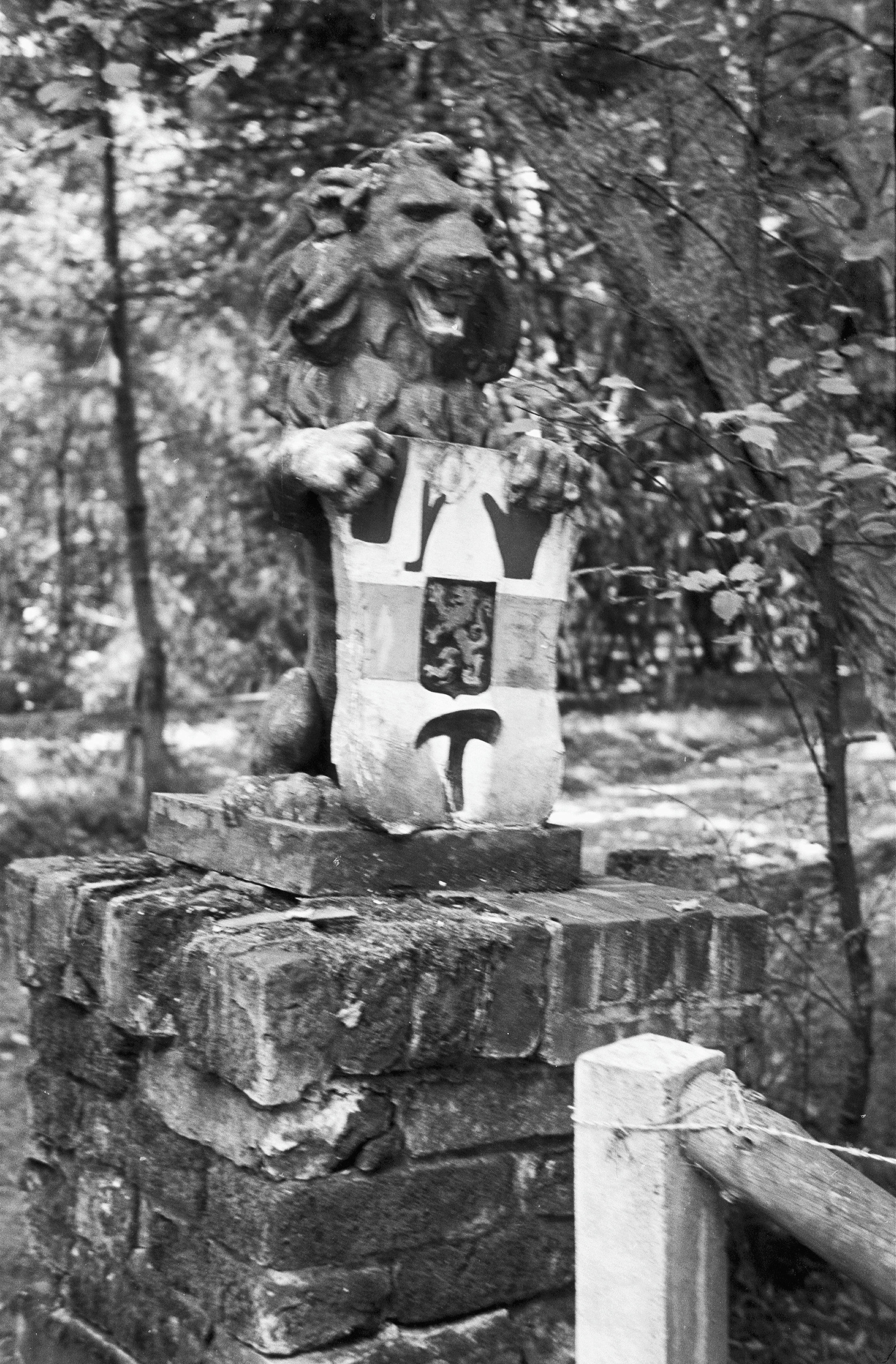
Poortpaal met wapen zoals in 1966
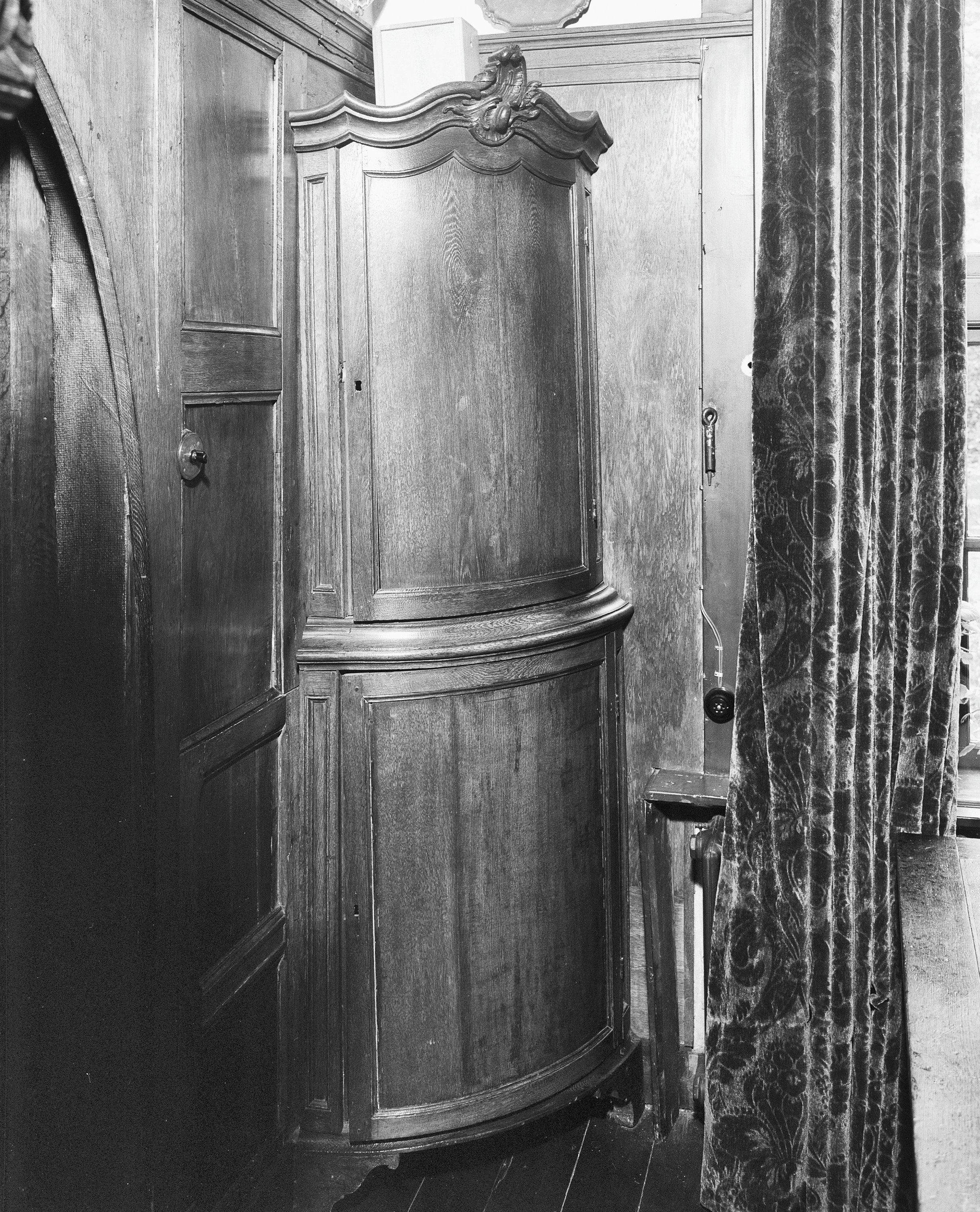
Interieur
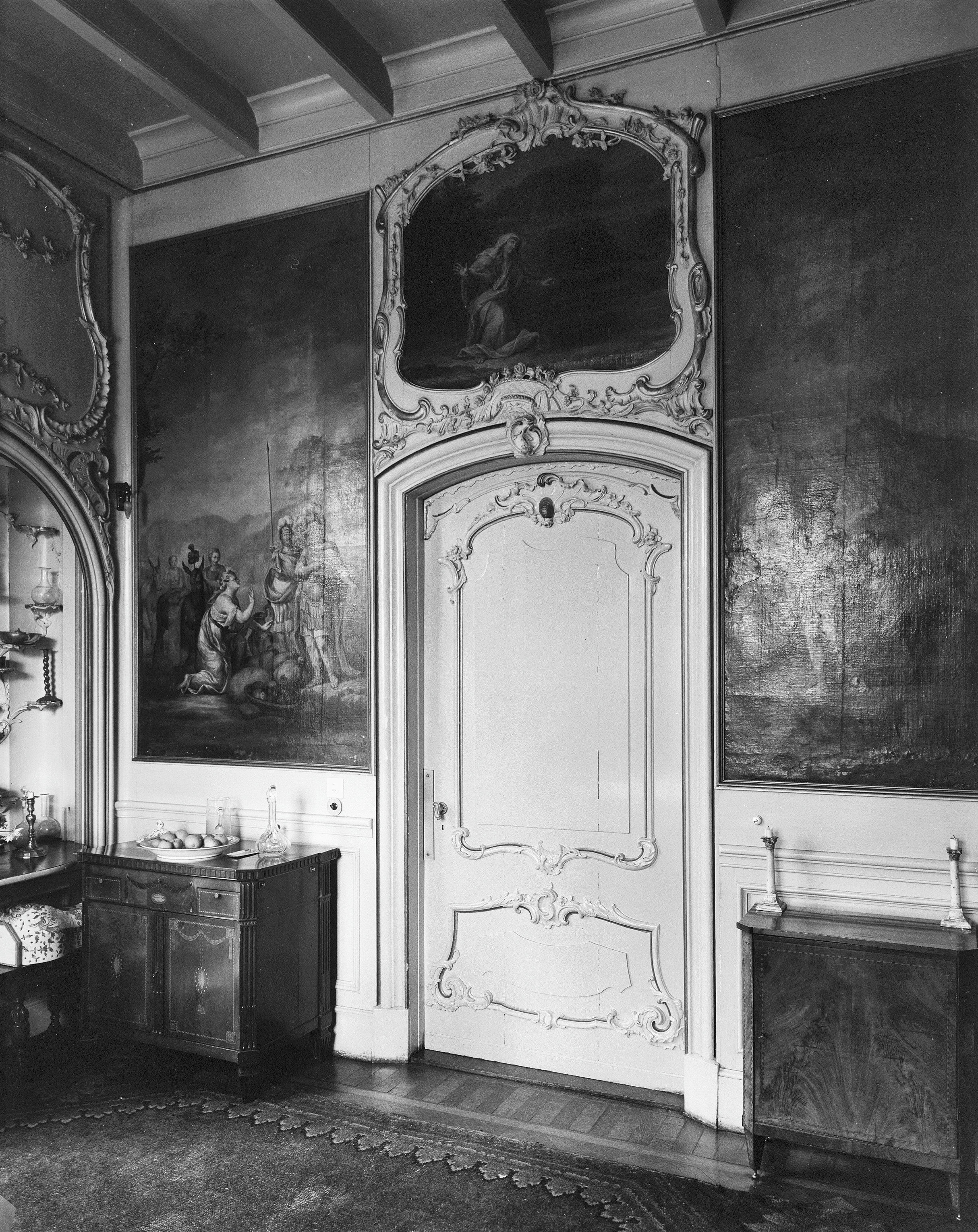
Interieur
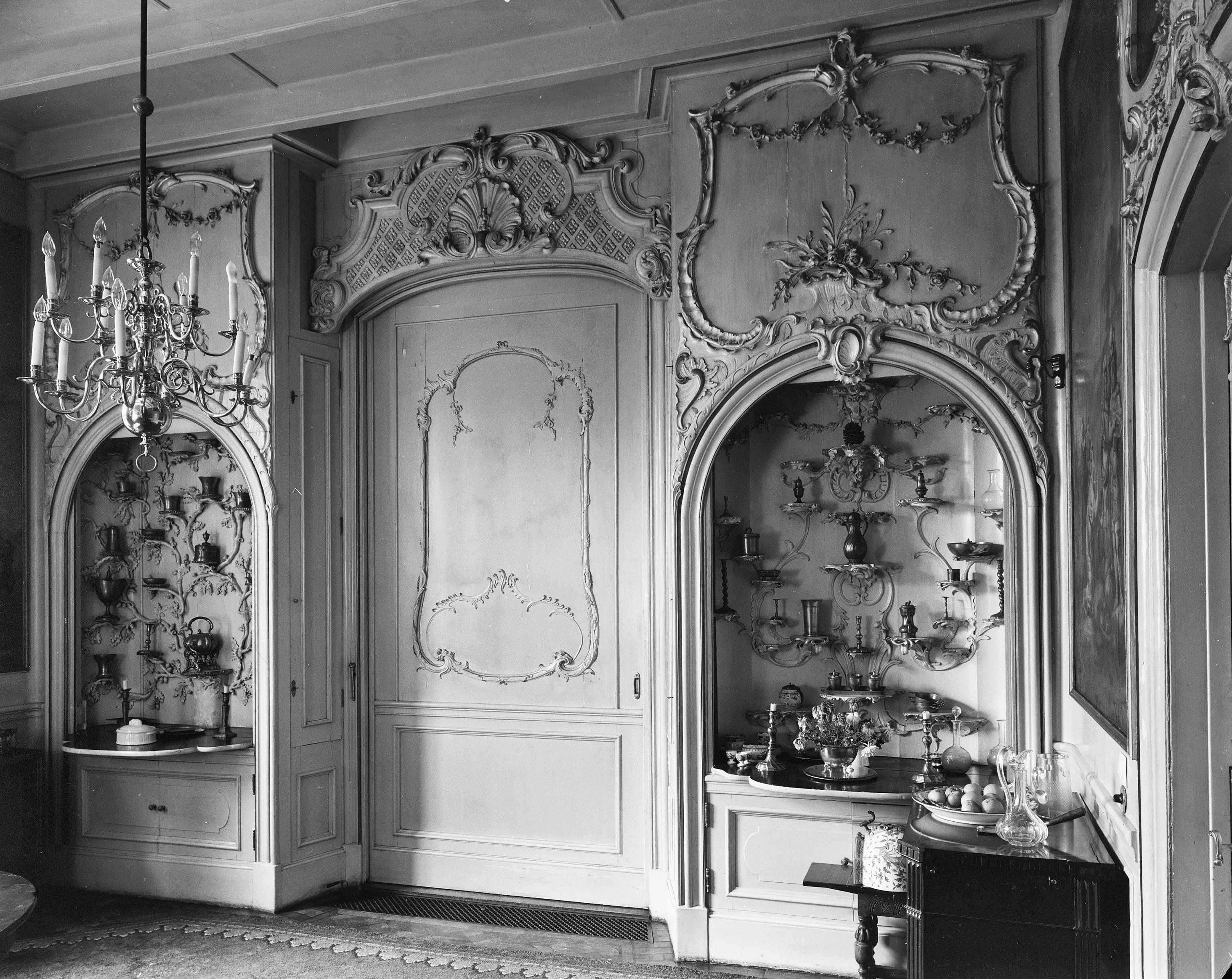
Interieur
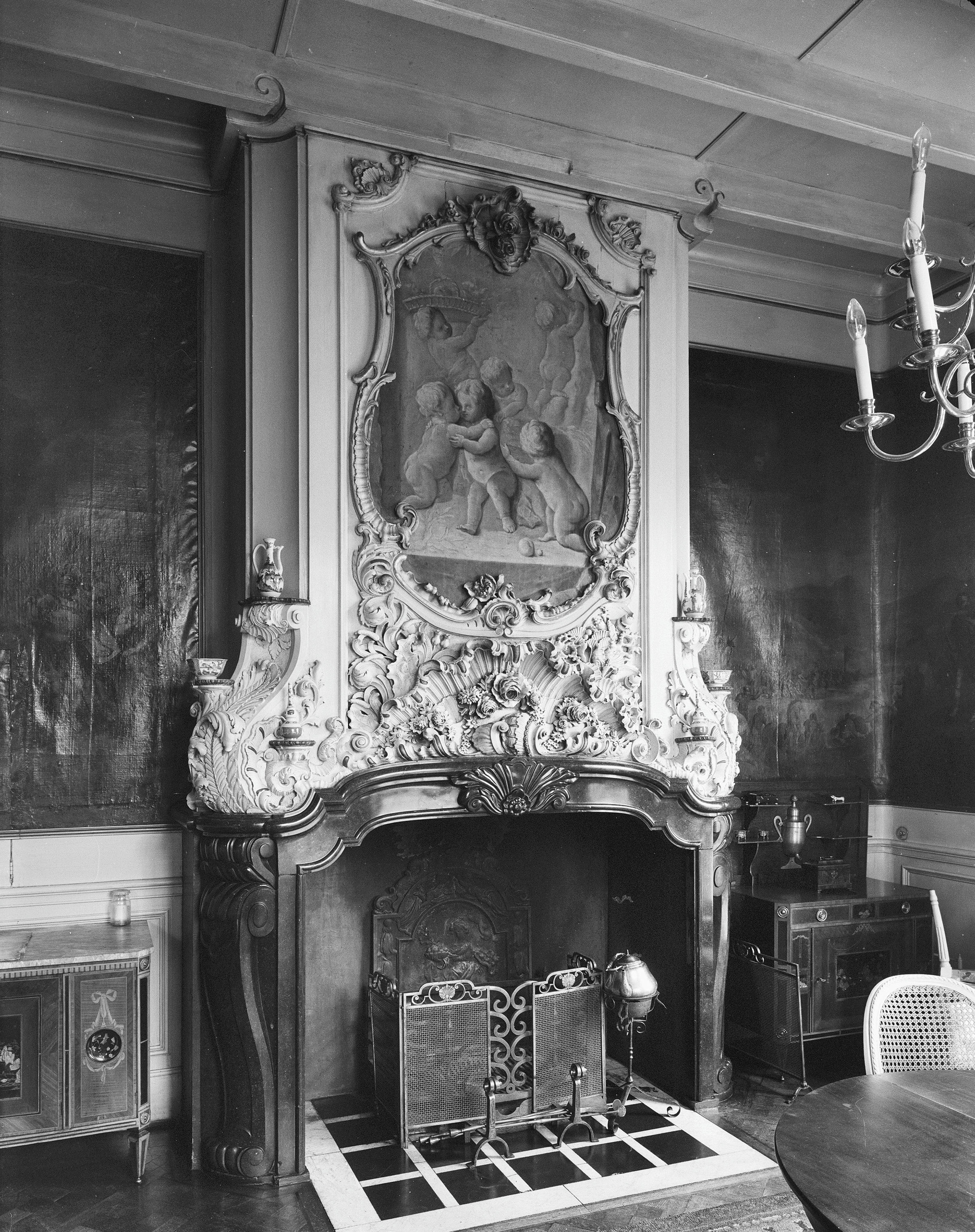
Interieur
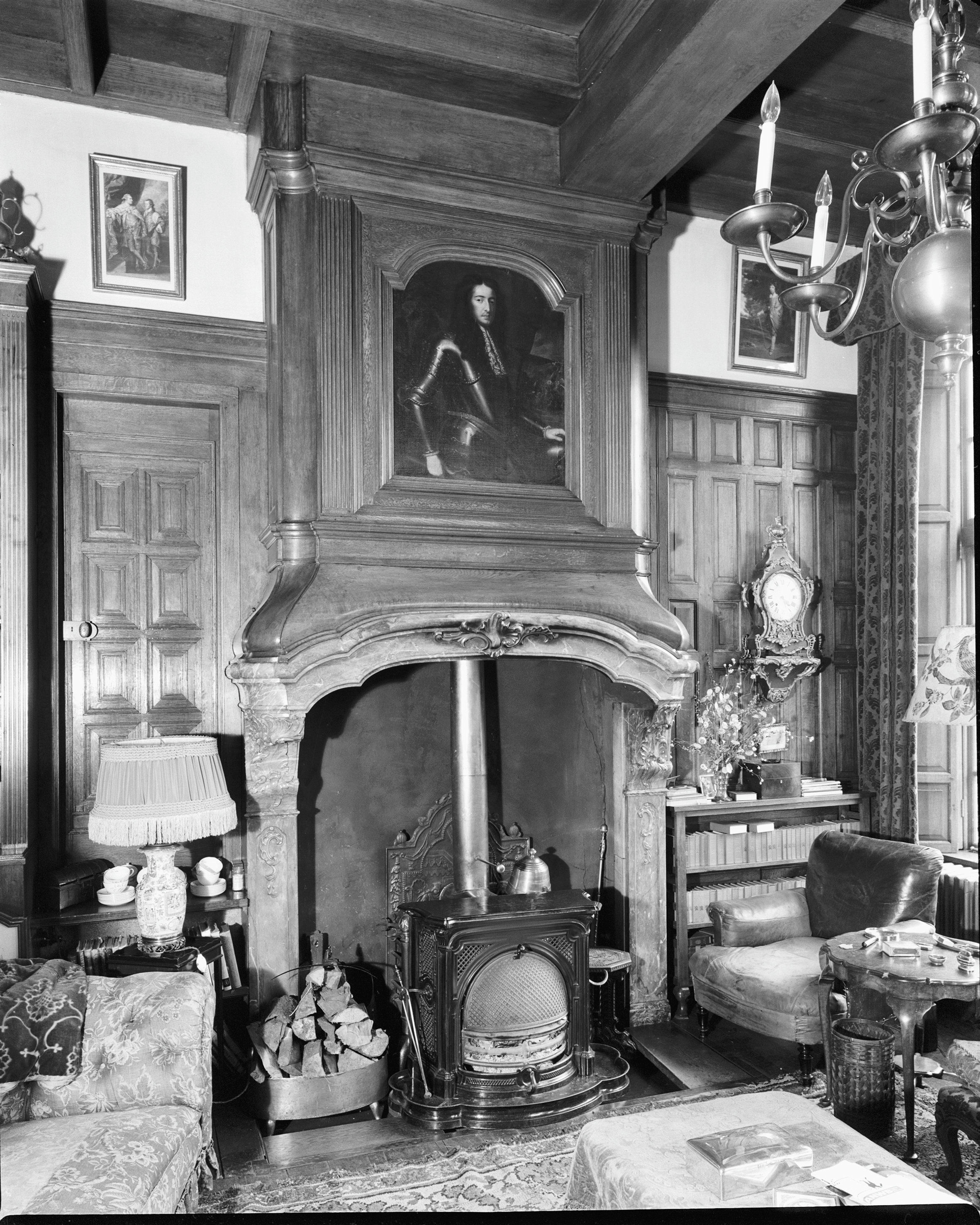
Interieur